# Temenos (IMOCA)
Cet article concerne le premier Temenos (1999). Pour Temenos II (2006), voir Mirabaud (IMOCA).
Chaman 3, de son nom de baptême, est un voilier monocoque de course au large mis à l'eau en 1999, conçu par le cabinet d'architectes Finot-Conq et construit par JMV Industries. Barré par Dominique Wavre, il porte successivement les noms de course de Swiss One, Union Bancaire Privée, Temenos et Carrefour Prévention. Repris par Kojiro Shiraishi en 2006, il devient Spirit of Yukoh III.

## Historique
Pour sa première compétition, le bateau skippé par Dominique Wavre et Michèle Paret est engagé dans la Transat Jacques-Vabre 1999, mais ils déclarent forfait peu avant le départ, le bateau n'étant pas prêt. 
En 2000, Dominique engage le bateau dans la Transat anglaise sous le nom Union Bancaire Privée. Il termine 9e en classe IMOCA. La même année il l'inscrit au Vendée Globe. Il boucle son tour du monde à la 5e place en 105 j 02 h 45 min soit 12 j 23 h après le vainqueur Michel Desjoyeaux. Il bat le record de la distance parcourue en 24 h : 430 milles soit 18 nœuds.
En 2001 le bateau est renommé Temenos et participe à la Transat Jacques-Vabre avec le duo Dominique Wavre et Michèle Paret. Ils terminent à la 7e place en classe IMOCA.
Il est de nouveau 7e à la Transat Jacques-Vabre en 2003 barré par Dominique Wavre et Michèle Paret, cette fois aux couleurs de Carrefour Prévention.
En 2004, le sponsor Temenos revient et c'est sous ce nom, et toujours barré par Dominique Wavre, qu'il obtient ses meilleurs résultats : une 2e place dans la Transat anglaise 2004 et une 4e place dans le Vendée Globe 2004-2005.
En 2006, le bateau est vendu à Kojiro Shiraishi, et devient Spirit of Yukoh, troisième du nom. Il se classe 2e dans la Velux 5 Oceans 2006-2007.
En 2020, le bateau devient Falcon.

## Palmarès

### Union Bancaire Privée
- 2000 :
  - 9e de la Transat anglaise barré par Dominique Wavre

- 2000-2001 :
  - 5e du Vendée Globe barré par Dominique Wavre

### Temenos
- 2001 :
  - 7e de la Transat Jacques-Vabre barré par Dominique Wavre et Michèle Paret

- 2004 :
  - 2e de la Transat anglaise barré par Dominique Wavre

- 2004-2005 :
  - 4e du Vendée Globe barré par Dominique Wavre

### Carrefour Prévention
- 2003 :
  - 7e de la Transat Jacques-Vabre barré par Dominique Wavre  et Michèle Paret

### Spirit of YukohIII
2006-2007 : 2e sur 7 dans la Velux 5 Oceans, barré par Kojiro Shiraishi